# Savcılıbüyükoba, Kaman
Savcılıbüyükoba là một thị trấn thuộc huyện Kaman, tỉnh Kırşehir, Thổ Nhĩ Kỳ. Dân số thời điểm năm 2010 là 1.355 người.